# Metacerylon minuta
Metacerylon minuta is een keversoort uit de familie dwerghoutkevers (Cerylonidae). De wetenschappelijke naam van de soort werd in 1906 gepubliceerd door Carter.